# Svarta göl (Hälleberga socken, Småland)
Svarta göl är en sjö i Nybro kommun i Småland och ingår i Ljungbyåns huvudavrinningsområde. Sjön har en area på 0,0392 kvadratkilometer och ligger 173,6 meter över havet.

## Delavrinningsområde
Svarta göl ingår i det delavrinningsområde (630202-149440) som SMHI kallar för Utloppet av Orranäsasjön. Medelhöjden är 177 meter över havet och ytan är 19,28 kvadratkilometer. Räknas de 4 avrinningsområdena uppströms in blir den ackumulerade arean 132,25 kvadratkilometer. Avrinningsområdets utflöde Ljungbyån mynnar i havet. Avrinningsområdet består mestadels av skog (81 %). Avrinningsområdet har 1,2 kvadratkilometer vattenytor vilket ger det en sjöprocent på 6,2 %.